# James Russell Lowell

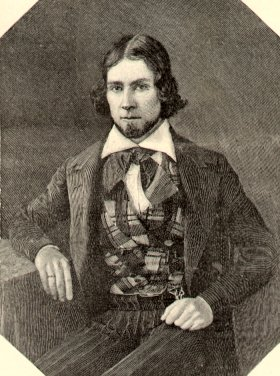
James Russell Lowell in 1845.

James Rusell Lowell (Cambridge, 22 februari 1819 – aldaar, 12 augustus 1891) was een Amerikaanse dichter, essayist, uitgever, hogeschooldocent en diplomaat. Lowell behoorde tot de groep van de Fireside Poets.

## Biografie
James Rusell Lowell stamde uit een van de oudste Boston Brahmin-families van New England. Hij studeerde aan de Harvard-universiteit en begon al tijdens zijn studie aan een literaire carrière. In 1841 verscheen zijn debuutwerk A Year's Life and Other Poems, waarna drie jaar later de bloemlezing Poems volgde. Later volgde ook zijn doorbraak als dichter. In 1849 verscheen het eerste deel van Lowells Biglow-Papers, een bundel gedichten geschreven in het plaatselijke dialect waarin op satirische wijze allerlei actuele thema's van die tijd zoals de Mexicaans-Amerikaanse Oorlog worden beschreven.
Lowell trouwde met de schrijfster Martha White, die ook uit een Boston Brahmin-familie stamde. Gaandeweg werden zowel Lowell als zijn vrouw steeds meer voorstander van het abolitionisme, en Lowell gaf hier in zijn gedichten uiting aan. In 1853 overleed Martha White aan tuberculose, en het jaar daarop kreeg Lowell een baan als hoogleraar aan de Harvard-universiteit. Nadat hij eerst nog naar Europa aanvaardde hij deze post in 1856, waarna hij de daaropvolgende twintig jaar les bleef geven. In de herfst van 1857 werd hij de eerste uitgever van het tijdschrift The Atlantic Monthly. In datzelfde jaar trouwde hij met France Dunlap, die de dochter was van gouverneur Robert Pinckney Dunlap.
In de jaren 60 van de 19e eeuw werkte Lowell aan een vertaling van Alighieri's De goddelijke komedie. In 1867 verscheen het tweede deel van zijn Biglow-Papers, dat de Amerikaanse Burgeroorlog als onderwerp had. Nadat deze oorlog was afgelopen leverden Lowells politieke gedichten hem niet genoeg meer op, waarna hij zich hoofdzakelijk toelegde op het schrijven van essays en het recenseren van literatuur.
Among my Books bevat Lowells belangrijkste studies van Dante Alighieri, Geoffrey Chaucer, John Keats, William Shakespeare en Edmund Spenser.
In 1877 werd Lowell tegen een maandelijks salaris van $12,000 een post als Amerikaans ambassadeur in Spanje aangeboden, die hij aanvaardde. In 1880 werd hij overgeplaatst naar Londen, waar hij ambassadeur aan het hof van koningin Victoria. Pas in 1885 keerde Lowell terug naar zijn dochter en schoonzoon in de Verenigde Staten, waar hij al snel depressief werd en zelfs overwoog zelfmoord te plegen nadat zijn tweede vrouw en veel van zijn andere naasten waren overleden. Lowells laatste publicaties zijn vooral verzamelingen essays en gedichten.
In de laatste maanden van zijn leven leed Lowell onder andere aan jicht en ischias in zijn linkerbeen. Hij kreeg opium tegen de pijn toegediend en was nauwelijks bij bewustzijn. Hij stierf in zijn landhuis Elmwood en werd begraven op het Mount Auburn Cemetery. Charles Eliot Norton fungeerde als Lowells literaire executor en publiceerde verschillende verzamelingen van zijn werk.